# Renaldo Balkman
Renaldo Balkman (Staten Island, Nueva York, 14 de julio de 1984) es un jugador de baloncesto estadounidense de ascendencia puertorriqueña que juega con los Vaqueros de Bayamón del Baloncesto Superior Nacional. Ha representado a la selección nacional de Puerto Rico en competencias internacionales.

## Carrera

### Instituto
Antes de acudir al instituto Laurinburg, Balkman pasó por la IMG Academy en Bradenton y sus años freshman y sophomore de instituto en Armwood y Blake, respectivamente. En Laurinburg lideró a su equipo a un balance 40-2 y el n.º 1 del ranking nacional. El equipo ganó el campeonato nacional de estas escuelas y fue nombrado finalista para el McDonald's All-American. Los compañeros más importantes de Renaldo fueron Boubacar Coly (Xavier), Régis Koundjia (LSU) y Keith Blanks (Texas A&M). Promedió 23 puntos y 12 rebotes durante la temporada 2001-02.

### Universidad
Balkman fue descubierto en 2002 por Dave Odom, el entrenador de los South Carolina Gamecocks, el equipo de baloncesto de la Universidad de Carolina del Sur. Al instante se percató de su potencial y de que era lo que necesitaban. Balkman recibió una beca como estudiante-atleta y pasó tres temporadas en la institución, desde la 2003-04 hasta la 2005-06.
En su temporada como freshman promedió 6.9 puntos por partido, en tanto que en su año como sophomore decrecieron sus números en anotación -registrando solo 5.4 puntos-, pero mejoraron sus marcas en el rubro de rebotes, con 4.8 por encuentro. 
Su mejor campaña sería la última, donde promedió 9.6 puntos, 6.3 rebotes, 1.9 asistencias, 1.7 robos y 1.3 tapones en 30 presentaciones. Su equipo logró derrotar por dos veces al campeón, los Florida Gators. Aquel año también fue elegido el MVP del NIT.
Sus promedios generales durante ese trienio fueron de 7.4 puntos y 5.3 rebotes.

### NBA

#### Draft
Renaldo fue seleccionado por los New York Knicks en primera ronda (puesto 20) del draft de la NBA 2006. La elección del entrenador Isiah Thomas sorprendió a muchos aficionados y periodistas, siendo algunos de ellos críticos con la decisión. El periodista Jay Bilas, de ESPN, señaló que estaba disponible Marcus Williams, un jugador que había estado proyectado como Top 10 durante fases de la temporada y cuyo futuro en la liga era prometedor. Otros columnista de ESPN, Bill Simmons, declaró irónicamente que, quizás, Isiah lo había confundido con Rolando Blackman, antiguo jugador, entre otros equipos, de los New York Knicks. Unas declaraciones de Thomas en las que decía que los Phoenix Suns estaban preparado para elegir a Balkman añadieron más controversia al asunto. En la guía oficial del draft de la NBA, que contiene opiniones de todos los reporteros que cubren el evento, Balkman no aparecía en la lista de 300 jugadores elegibles. Sin embargo, contra todo pronóstico, terminó siendo escogido con la primera de las dos elecciones de las que disponían los New York Knicks.
Balkman llegaba a Nueva York con fama de jugador puramente defensivo, que podía aportar intensidad y garra con la que poder contagiar a un grupo estancado en la mediocridad. 
Debutó con el equipo en la Liga de Verano de la NBA de Las Vegas, donde registró 7.6 puntos, 4.2 rebotes, 1.8 asistencias, 1.4 robos y un tapón de media. Ya dejaba ver esa etiqueta de jugador completo que arrastraba desde la universidad.

#### Primera experiencia con los New York Knicks
En su año rookie, Balkman promedió 15.6 minutos, 4.9 puntos y 4,3. Sin embargo, en los meses de marzo y abril dejó un muy buen sabor de boca. En marzo estuvo en 7.4 puntos, 6.1 rebotes y 1.2 robos, mientras que en los 3 encuentros que disputó en abril se fue hasta los 12.3 puntos y 11 rebotes de media. El 1 de abril realizó su mejor partido en la liga, anotando 17 puntos y consiguiendo 16 rebotes ante Philadelphia 76ers; otra de sus grandes noches tuvo lugar en marzo, en la victoria ante Toronto Raptors, donde se fue hasta los 15 puntos (sin fallo, 7-7 en tiro) y 12 rebotes. Además de esos dos, logró otro par más de dobles-dobles a lo largo de la temporada.
En general, se mostró como un jugador muy eficiente, capaz de rendir cada vez que tenía minutos sobre el campo de juego. Entre otras de sus grandes cualidades también estaba la polivalencia y la versatilidad de este jugador difícil de encasillar: llegó a jugar en la posición de escolta, alero, ala-pívot y pívot. Sin embargo uno de sus puntos débiles fue el tiro exterior.
Aunque se esperaba de él que creciera y consolidara su juego, en su segunda temporada con el equipo neoyorkino Balkman registró en todas las categorías números iguales o inferiores a los de su primer año. 

#### Denver Nuggets
El 28 de julio de 2008, ante la contratación que los Knicks hicieron de Danilo Gallinari, Balkman fue traspasado a Denver Nuggets a cambio de Taurean Green, Bobby Jones y una elección de segunda ronda de draft de 2010. Dada la inmediata desvinculación que hicieron los Knicks de Green y Jones, quedó en evidencia que el interés de los Nuggets por Balkman era sólo para recortar el alto gasto salarial que suponían los dos jugadores transferidos. 
De todos modos el nuevo jugador de los Nuggets asumió su compromiso con el equipo muy seriamente, realizando una buena campaña en la que fue titular en al menos 10 partidos de los 53 que disputó. Sin embargo en las dos siguientes temporadas Balkman apenas jugó con los Nuggets.

#### Segunda experiencia con los New York Knicks
Balkman regresó a los New York Knicks en febrero de 2011, siendo parte de una renovación del plantel neoyorkino que incluía las contrataciones de Carmelo Anthony, Chauncey Billups y Shelden Williams. En la temporada siguiente tuvo un poco más de presencia con el equipo, pero en febrero de 2012 fue finalmente apartado de la organización para abrir una ficha que fuera usada para incorporar a Jeremy Lin. En su segunda experiencia con los Knicks, Balkman apenas jugó 17 partidos en total. 

### Primera experiencia en Filipinas
En enero de 2013 fue contratado por los Petron Blaze Boosters de la PBA, la liga de baloncesto profesional más importante de Filipinas. Sin embargo sólo alcanzó a jugar en 7 partidos, ya que el 8 de marzo protagonizó un violento altercado contra los árbitros y sus propios compañeros en un partido que su equipo disputaba ante Alaska Aces, motivo por el cual fue oficialmente expulsado de la PBA.

### Latinoamérica
Luego de su frustrada experiencia en Filipinas, Balkman jugó en los Guaiqueríes de Margarita de Venezuela y en los Brujos de Guayama de Puerto Rico.
Durante la pretemporada de la NBA, Balkman consiguió un contrato con los Dallas Mavericks, en lo que significaba su retorno tras más de un año y medio de ausencia. Sin embargo al mes siguiente fue puesto en libertad, perdiéndose así el comienzo de la temporada.
En consecuencia Balkman viajó a México y fichó con los Halcones Rojos Veracruz de la Liga Nacional de Baloncesto Profesional de México.
Al culminar la temporada mexicana, jugó por segunda vez en el Baloncesto Superior Nacional de Puerto Rico, pero esta con la camiseta de los Capitanes de Arecibo.

### Texas Legends
Balkman volvió a entrar en el radar de los Dallas Mavericks en octubre de 2014, pero no llegó a un acuerdo con el club. Sin embargo los directivos le ofrecieron incorporarse a los Texas Legends de la NBA Development League, asumiendo el rol de jugador afiliado. 

### Puerto Rico, México y República Dominicana
Balkman dejó los Estados Unidos para sumarse nuevamente a los Capitanes de Arecibo y disputar la temporada 2015 del BSN, en la cual su equipo -al igual que en la anterior- terminaría como subcampeón. 
Concluida su participación en la liga puertorriqueña, Balkman permaneció en el Caribe pero jugando para Las Fieras de Villa Juana, un equipo profesional de la República Dominicana.
En diciembre de ese año fichó con Fuerza Regia de Monterrey, haciendo su regreso a la Liga Nacional de Baloncesto Profesional de México. Sin embargo fue expulsado del equipo unos días después debido a que se ausentó sin autorización durante la Navidad, fecha en la que su equipo debía enfrentar a los Halcones Rojos de Veracruz.
En 2016 jugó su tercera temporada para los Capitanes de Arecibo, liderando al equipo a la conquista del campeonato del BSN y siendo reconocido como el MVP en las finales ante Vaqueros de Bayamón. 
En febrero de 2017, luego de un breve paso por el Al-Ahli de Baréin y de actuar en la Liga de las Américas 2017 con los Capitanes de Arecibo, se sometió a una cirugía de rodilla que lo alejó de las canchas por varios meses.
Ya recuperado, pudo volver a competir profesionalmente como parte de la plantilla del equipo dominicano Las Fieras de Villa Juana.

### Segunda experiencia en Filipinas
A principios de 2018 se anunció que Balkman retornaría a Filipinas, fichado por el equipo San Miguel Alab Pilipinas de la ASEAN Basketball League. Los filipinos accedieron a la final del torneo internacional, derrotando a Mono Vampire de Tailandia, consagrándose campeones por primera vez.
Su buena actuación en el certamen motivó a que la Corporación San Miguel -propietaria del equipo de la ASEAN Basketball League- le ofreciera un contrato para jugar en los San Miguel Beermen, un club de la PBA. Para ello la sanción que tenía vigente desde 2013 debió serle levantada (en paralelo, mientras se arreglaba su situación en Filipinas, Balkman se presentó al draft del BIG3, liga en la cual finalmente no jugaría). En consecuencia Balkman actuó en la Copa del Comisionado de la PBA, donde condujo a su equipo hasta la final en la que fueron derrotados por Barangay Ginebra San Miguel. 
En julio de 2019 disputó y ganó la Copa William Jones con el equipo Mighty Sports, que participó en representación del baloncesto filipino. Luego de jugar con la selección de baloncesto de Puerto Rico en la Copa Mundial de Baloncesto de 2019, Balkman regresó a Mighty Sports en enero de 2020 para disputar el Campeonato Internacional de Dubái, el cual también fue conquistado por su equipo, siendo el alero una de sus máximas figuras.

### BCLA, BIG3 y BSN
En el primer cuatrimestre de 2021, Balkman reapareció en las canchas como miembro del Real Estelí Baloncesto de Nicaragua. Fue uno de los jugadores que el equipo presentó para afrontar la BCLA 2021. Los nicaragüenses finalizaron como subcampeones, cayendo en la final ante el Flamengo de Brasil. Balkman, en 7 encuentros, promedió 11.1 puntos y 7.3 rebotes.
En el mes de junio se presentó al superdraft del BIG3, siendo seleccionado por los Aliens. Sin embargo sólo jugó tres de las diez semanadas programadas, abandonando la competición a fines del mes de julio.
Unos días después fue incorporado por los Mets de Guaynabo a sus filas, haciendo su retorno al Baloncesto Superior Nacional, liga en la cual no jugaba desde 2016.  
Posteriormente retornó al Real Estelí Baloncesto para jugar una nueva temporada de la BCLA, esta vez rodeado de compatriotas como Jezreel De Jesús, Alex Franklin y Javier Mojica. Aunque había mucha expectativa en el equipo nicaragüense, finalmente no lograron clasificar a la fase final del torneo. 
En consecuencia Balkman volvió a fichar con  los Mets de Guaynabo. En la temporada 2022 del BSN promedió 12,9 puntos, 5,5 rebotes y 2,1 asistencias por partido en 29 encuentros disputados.

### Tercera experiencia en Filipinas
En enero de 2023 fue fichado por el Strong Group de Filipinas para jugar en el Campeonato Internacional de Dubái. Concluido el certamen, el jugador se unió a los Zamboanga Valientes de la ASEAN Basketball League como ficha extranjera junto a Mario Chalmers.

### Regreso a la BSN
Luego disputó dos temporadas más con los Mets de Guaynabo (2023 y 2024) y, en febrero de 2025, se une de nuevo a los Vaqueros de Bayamón del Baloncesto Superior Nacional de Puerto Rico. En esa campaña se convierte en el jugador de más impacto socail de la liga, y además es el único de su equipo en disputar todos los encuentros de fase regular. Esa temporada sale campeón de la BSN con los Vaqueros, su segundo título en esta liga.

## Selección nacional
Balkman recibió en 2010 una oferta de la Federación de Baloncesto de Puerto Rico para jugar en la selección nacional de dicho país, al ser este elegible por su ascendencia puertorriqueña. 
En su primera participación con el equipo de la isla, obtuvo una medalla de oro en el torneo de CentroBasket, destacándose como uno de los mejores reboteros de la selección. Su segunda medalla de oro la consiguió tras derrotar a México, en la final de los Juegos Centroamericanos y del Caribe. En el 2011 obtuvo su tercera medalla de oro en los Juegos Panamericanos llevados a cabo en la ciudad mexicana de Guadalajara.
También fue parte del plantel que consiguió el segundo lugar en el Campeonato FIBA Américas de 2013, y del que participó en la Copa Mundial de Baloncesto de 2014 y de 2019. 

## Estadísticas de su carrera en la NBA

### Temporada regular
| Año     | Equipo   | PJ  | PT | MPP  | %TC  | %3P  | %TL  | RPP | APP | ROB | TPP | PPP |
| ------- | -------- | --- | -- | ---- | ---- | ---- | ---- | --- | --- | --- | --- | --- |
| 2006–07 | New York | 68  | 1  | 15.6 | .505 | .185 | .567 | 4.3 | .6  | .8  | .6  | 4.9 |
| 2007–08 | New York | 65  | 0  | 14.6 | .489 | .083 | .432 | 3.3 | .6  | .7  | .5  | 3.4 |
| 2008–09 | Denver   | 53  | 10 | 14.7 | .558 | .286 | .646 | 3.8 | .6  | .9  | .4  | 5.0 |
| 2009–10 | Denver   | 13  | 1  | 7.0  | .333 | .000 | .333 | 1.8 | .5  | .6  | .2  | 1.1 |
| 2010–11 | Denver   | 5   | 0  | 8.8  | .556 | .000 | .750 | .8  | .4  | .6  | .4  | 2.6 |
| 2010–11 | New York | 3   | 0  | 6.0  | .250 | .500 | .000 | 1.0 | .0  | .3  | .0  | 1.0 |
| 2011–12 | New York | 14  | 0  | 8.2  | .500 | .222 | .727 | 1.9 | .4  | .3  | .2  | 3.0 |
| Total   | Total    | 221 | 12 | 13.9 | .510 | .172 | .542 | 3.5 | .6  | .7  | .5  | 4.0 |

### Playoffs
| Año   | Equipo | PJ | PT | MPP | %TC  | %3P  | %TL  | RPP | APP | ROB | TPP | PPP |
| ----- | ------ | -- | -- | --- | ---- | ---- | ---- | --- | --- | --- | --- | --- |
| 2009  | Denver | 8  | 0  | 2.5 | .333 | .000 | .000 | .5  | .1  | .5  | 0   | .5  |
| Total | Total  | 8  | 0  | 2.5 | .333 | .000 | .000 | .5  | .1  | .5  | 0   | .5  |